# John-Lee Augustyn
John-Lee Augustyn (Kimberley, 10 de agosto de 1986) é um ex-ciclista profissional olímpico sul-africano que competiu durante todo o ano de 2014 para a equipe MTN-Qhubeka.
Em 12 de maio de 2012, ele encerrou sua carreira devido os problemas de quadril que tinha sido arrastado por anos.
Augustyn representou sua nação nos Jogos Olímpicos de Verão de 2008, em Pequim, no evento de corrida individual em estrada.